# Bolesław Raczyński
Bolesław Zygmunt Raczyński (ur. 12 lipca 1879 w Nowym Sączu, zm. 19 marca 1937 w Krakowie) – polski kompozytor i pedagog muzyczny. 

## Życiorys
Był twórcą muzyki do m.in. dramatów Stanisława Wyspiańskiego, Ajschylosa czy Arystofanesa. 
Na początku czerwca 1922 usiłując wskoczyć w biegu do jadącego tramwaju na ul. Sławkowskiej w Krakowie, uległ wypadkowy (wypadłszy z wagonu był przez niego wleczony), wskutek czego odniósł ciężkie obrażenia, po czym amputowano mu prawą rękę.
Został pochowany na cmentarzu Rakowickim w Krakowie (kw. Ja zach.).    